# Ommatius rugula
Ommatius rugula är en tvåvingeart som beskrevs av Scarbrough och Marascia 1999. Ommatius rugula ingår i släktet Ommatius och familjen rovflugor. Inga underarter finns listade i Catalogue of Life.